# Osieck (gromada)
Osieck – dawna gromada, czyli najmniejsza jednostka podziału terytorialnego Polskiej Rzeczypospolitej Ludowej w latach 1954–1972.
Gromady, z gromadzkimi radami narodowymi (GRN) jako organami władzy najniższego stopnia na wsi, funkcjonowały od reformy reorganizującej administrację wiejską przeprowadzonej jesienią 1954 do momentu ich zniesienia z dniem 1 stycznia 1973, tym samym wypierając organizację gminną w latach 1954–1972.
Gromadę Osieck z siedzibą GRN w Osiecku utworzono – jako jedną z 8759 gromad na obszarze Polski – w powiecie garwolińskim w woj. warszawskim, na mocy uchwały nr VI/10/2/54 WRN w Warszawie z dnia 5 października 1954. W skład jednostki weszły obszary dotychczasowych gromad Czarnowiec, Górki, Osieck, Rudnik i Sobienki oraz miejscowości Pogorzel, Pogorzel Leśniczówka i Tartak osada młyńska z dotychczasowej gromady Pogorzel ze zniesionej gminy Osieck w tymże powiecie. Dla gromady ustalono 27 członków gromadzkiej rady narodowej.
1 stycznia 1958 z gromady Osieck wyłączono kolonię Lipiny włączając ją do gromady Budy Uśniackie w powiecie garwolińskim, po czym gromada Osieck weszła w skład nowo utworzonego powiatu otwockiego w tymże województwie.
31 grudnia 1960 do gromady Osieck włączono wieś Grabianka z gromady Pilawa w powiecie garwolińskim w tymże województwie.
1 stycznia 1969 do gromady Osieck włączono wsie Lipiny i Natolin ze znoszonej gromady Budy Uśniackie w powiecie garwolińskim w tymże województwie.
Gromada przetrwała do końca 1972 roku, czyli do kolejnej reformy gminnej. 1 stycznia 1973, tym razem w powiecie otwockim, reaktywowano gminę Osieck.